# انه هو... نعم! نعم!
انهُ هو... نعم! نعم! فيلم كوميدي ايطالي من إخراج مارینو جیرولامي ومارسلو مارکزي وویتوریو متز.

## الممثلون
- والتر کیاري
- ایزا بارزیتزا
- کارلو کامپانیني
- انریکو ویاریزیو
- نیتا دوور
- فانفولا
- لیلیا لاندي
- لوئیجي تسي
- غوئییلمو اینغلسه
- سيلفانا بامبانيني
- صوفيا لورين بدور جارية.

## روابط خارجية
- انه هو... نعم! نعم! على موقع IMDb (الإنجليزية)
- انه هو... نعم! نعم! على موقع ألو سيني (الفرنسية)
- انه هو... نعم! نعم! على موقع أول موفي (الإنجليزية)
- انه هو... نعم! نعم! على موقع فيلمافينيتي (الإسبانية)
- انه هو... نعم! نعم! على موقع قاعدة بيانات الفيلم (الإنجليزية)
- انه هو... نعم! نعم! على موقع ليتربوكسد (الإنجليزية)
- انه هو... نعم! نعم! على موقع كينوبويسك (الروسية)